# Émile Benveniste
Émile Benveniste (fransk: [bɛnvənist] (født 27. maj 1902, død 3. oktober 1976) var en fransk lingvist og semiotiker af den strukturalistiske skole. Han er bedst kendt for sit arbejde med de indoeuropæiske sprog og hans udvidelse af det lingvistiske paradigme etableret af Ferdinand de Saussure.